# Misanthropy Records
Misanthropy Records – angielska wytwórnia muzyczna działająca w latach 1993–2000.
Założona w 1993 roku przez Tizianę Stupię wytwórnia początkowo miała powstać tylko po to, aby wydać kolejną płytę projektu Burzum. Misanthropy Records wydało łącznie trzy płyty Burzum. Wytwórnia została rozwiązana w 2000 roku. Jako powód, założycielka podała chęć skoncentrowania się na obowiązkach kapłanki wicca. Część katalogu Misanthropy Records przejęło Candlelight Records.
Wytwórnia wydawała także albumy grup: Arcturus, Beyond Dawn, Fleurety, In the Woods..., Katatonia, Madder Mortem, Mayhem, Monumentum, Primordial, Solstice oraz Ved Buens Ende.